# Distretto di Grocio Prado
Il distretto di Grocio Prado è uno degli undici distretti della provincia di Chincha, in Perù. Si trova nella regione di Ica e si estende su una superficie di 790,82 chilometri quadrati.